# Ia O, Chư Prông
Ia O là một xã thuộc huyện Chư Prông, tỉnh Gia Lai, Việt Nam.
Xã Ia O có diện tích 35,98 km², dân số năm 1999 là 1.794 người, mật độ dân số đạt 50 người/km².